# Ofiúrides
Els ofiúrides (Ophiurida) són un ordre d'ofiuroïdeus. Fins al 2017, aquest ordre incloïa gairebé tots els ofiuroïdeus simples coneguts; però un ampli estudi genètic publicat el 2017 el va reduir considerablement, establint diversos ordres nous.

## Característiques
Malgrat ser un grup nombrós no té massa diversitat morfològica i la distinció entre les diferents famílies es fa principalment sobre la base de la morfologia de l'aparell oral, molt difícil de veure en un animal viu. Les plomes presents als braços i la disposició de les plaques esquelètiques proporcionen altres criteris d'identificació, de nou poc adequats per al reconeixement in situ.

## Taxonomia
L'ordre Ophiurida inclou unes 400 espècies repartides en dos subordres i cinc famílies:
- Subordre Ophiomusina O'Hara et al., 2017
  - Família Ophiomusaidae (O'Hara, Stöhr, Hugall, Thuy, Martynov, 2018)
  - Família Ophiosphalmidae (O'Hara, Stöhr, Hugall, Thuy & Martynov, 2018)
- Subordre Ophiurina Müller & Troschel, 1840 sensu O'Hara et al., 2017
  - Família Astrophiuridae Sladen, 1879
  - Família Ophiopyrgidae Perrier, 1893
  - Família Ophiuridae Müller & Troschel, 1840

## Galeria

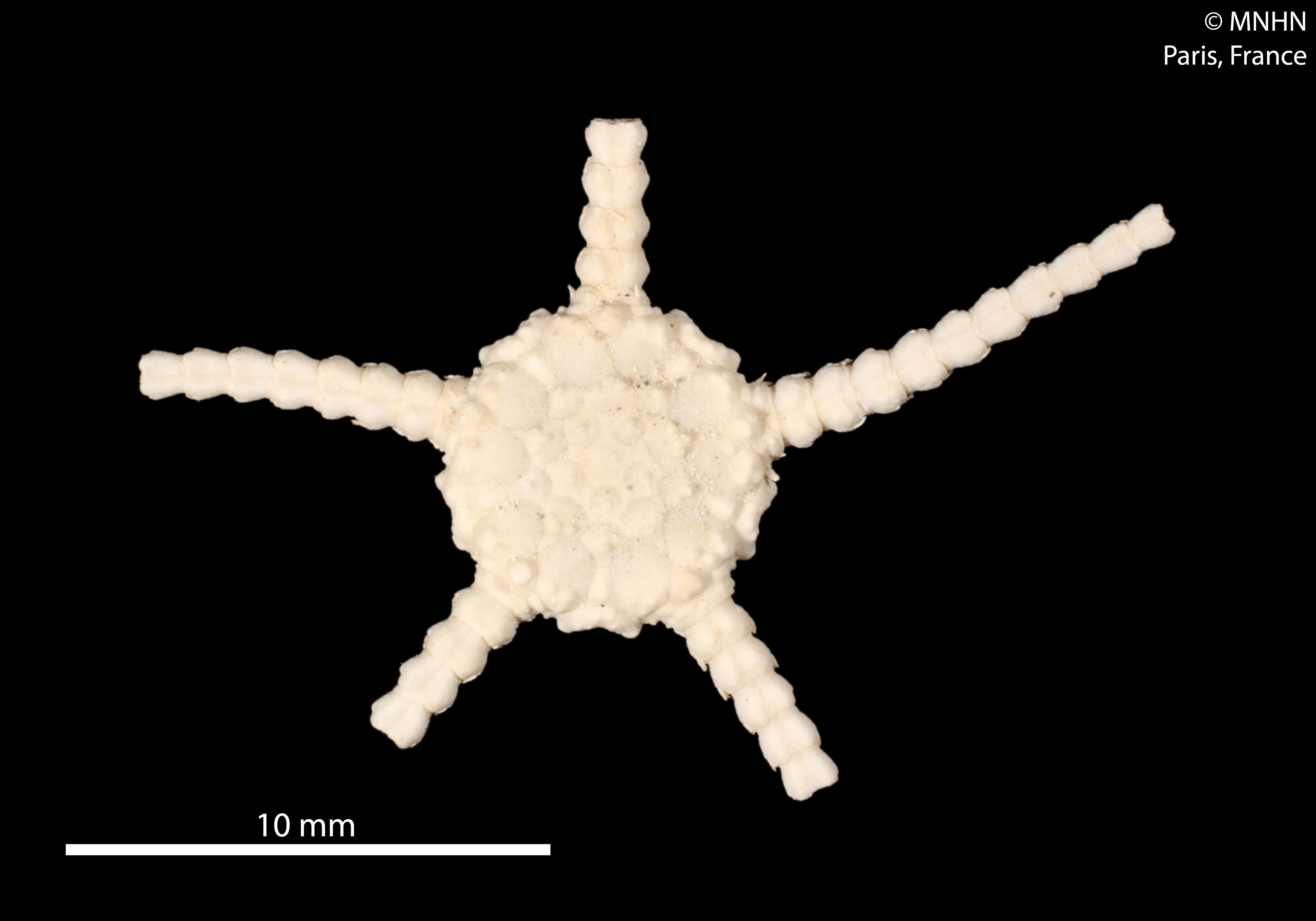
Ophiomusa acufera (Ophiomusaidae)
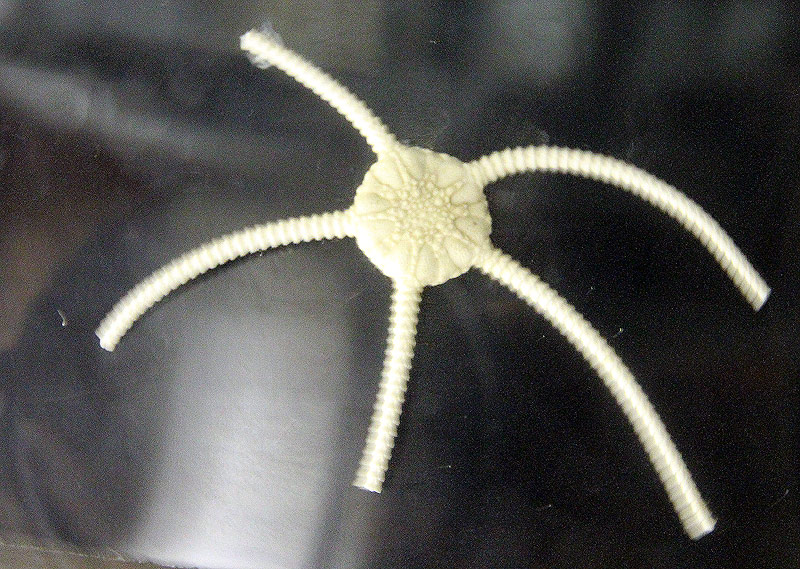
Ophiomusium lymani (Ophiosphalmidae)
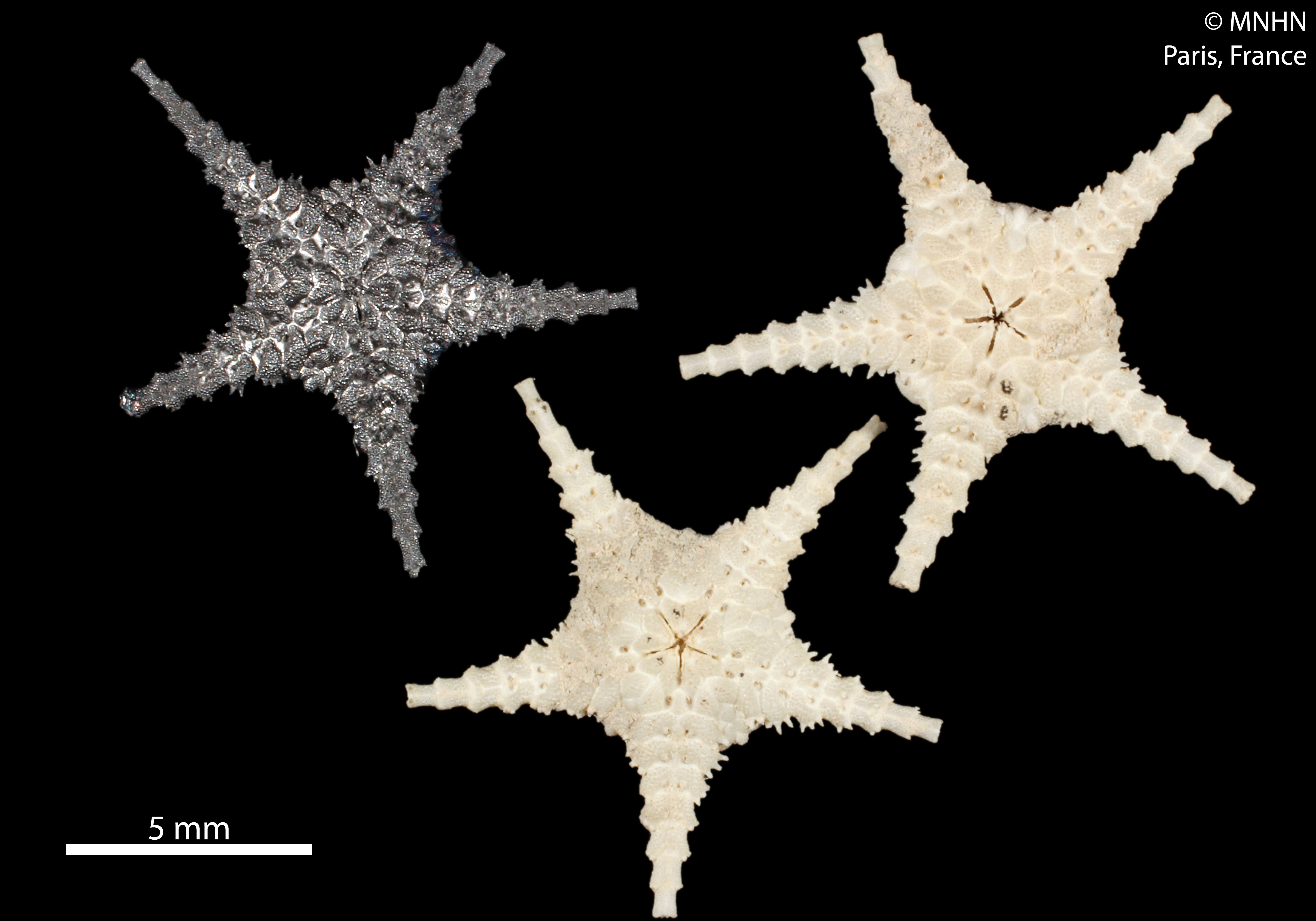
Ophiomisidium crosnieri (Astrophiuridae)
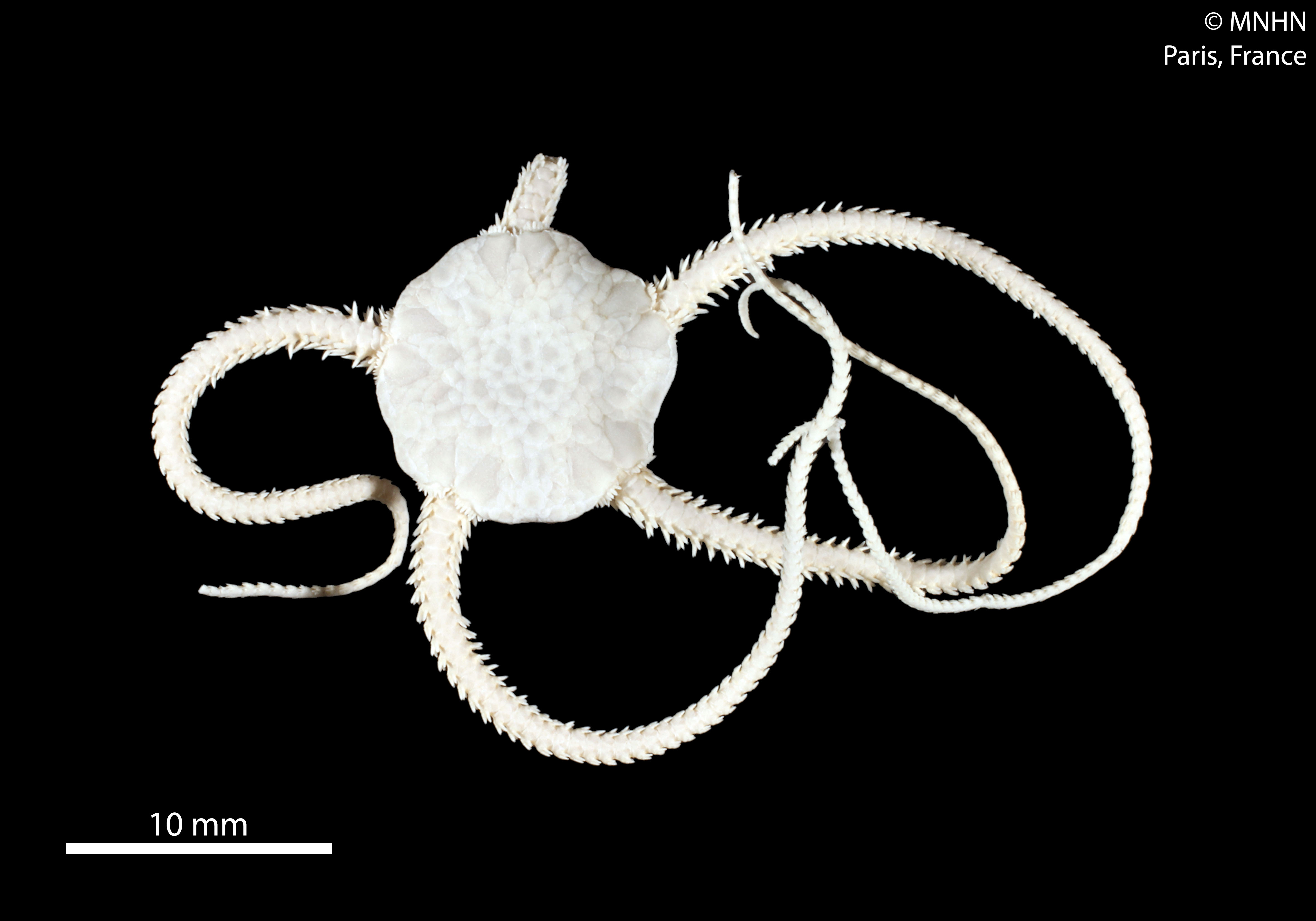
Spinophiura jolliveti (Ophiopyrgidae)
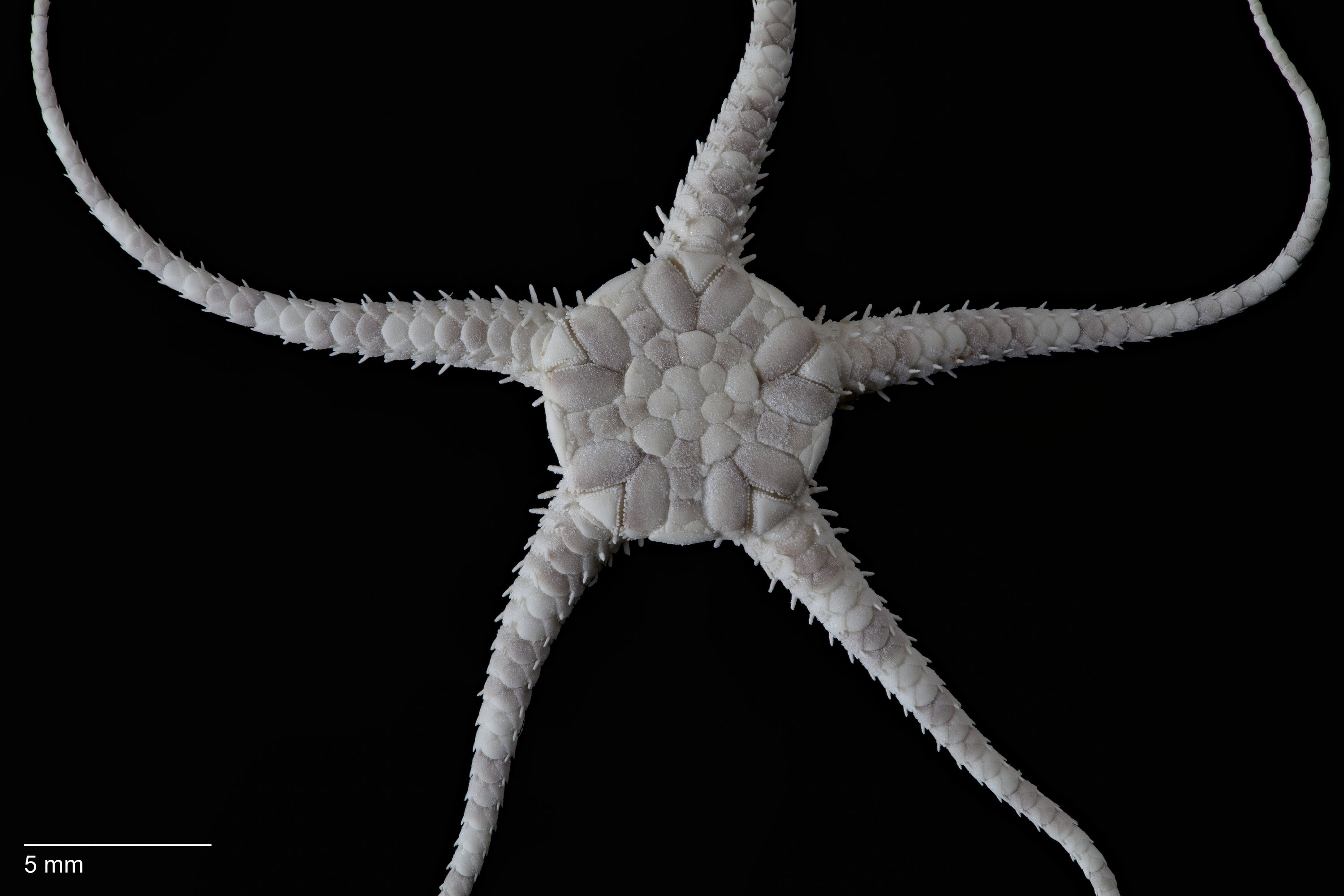
Ophiocrossota multispina (Ophiuridae)